# Кампилобактериоза
Кампилобактериоза је акутно инфективно обољење које се одликује токсоинфективним и ентероколитичним манифестацијама. Спада у једну од најчешћих форми бактеријског тровања храном (поред салмонеле), а процењује се да само у САД од кампилобактериозе годишње оболи око 2 милиона људи. Болест се обично јавља у појединачним случајевима или као мања породична епидемија.

## Етиологија
Узрочник болести су грам негативне бактерије из рода Campylobacter. Најчешће је у питању бактерија Campylobacter jejuni, мада се као узрочници могу појавити и Campylobacter coli, Campylobacter upsaliensis и Campylobacter lari. Кампилобактериоза спада у групу зооноза (болести чији су преносиоци животиње), а извор заразе за човека су углавном домаће животиње (овце, козе, краве, живина и др).
Узрочник доспева у спољашњу средину преко фекалија и урина оболелих животиња. Механизам преношења инфекције може да буде фекално-орални, сексуални и конзумирањем контаминираног млека, меса и воде. Истраживања су показала да инфективна доза бактерије Campylobacter jejuni износи 500 ћелија, а може је садржавати само једна кап сока инфицираног меса. Доказано је и да се инфекција путем дојења може пренети са мајке на новорођено дете.

## Клиничка слика
Инкубација траје 1-6 дана. Према испољеним манифестацијама постоји више облика болести:
- Гастроинтестинални облик се одликује наглим почетком, повишеном температуром, главобољом, боловима у мишићима и адинамијом (слабост, малаксалост). Након тога се јављају болови у трбуху, што је праћено повраћањем и учесталим дијаретичним столицама. Столице су воденасте, непријатног мириса са примесама крви, слузи и гноја. Број столица се креће од 10-20 у току једног дана, а овај облик кампилобактериозе се обично одржава 3-5 дана.

- Септични облик се јавља код мале деце, а ретко и код одраслих. Одликује се септичним температурама, праћеним брзим пропадањем болесника. Поред ових симптома, запажа се симптоматологија захваћених органа: менингитис (запаљење можданих опни), перитонитис (запаљење трбушне марамице) и др.

- Субклинички облик се карактерише одсуством клиничких манифестација са истовременим присуством бактерије у столици.

- Пролонгирани облик се одликује променљивим температурама, губитком телесне тежине, смањењем радне способности пацијента, повременом појавом дијаретичних столица које се смењују са опстипацијама (затвором). Овај облик често има за последицу појаву конјунктивитиса, упалу ждрела и вулвовагинитиса (инфекција вулве и вагине код жена) са честим стерилитетом.[1]

Могућа је и појава компликација, као што су: бактеријемија (продор бактерија у крв), хепатитис (упала јетре), реактивни артритис, Гилен-Бареов синдром итд.

## Дијагноза
Дијагноза се поставља на основу епидемиолошких и клиничких података, а потврђује се изолацијом узрочника из узетог материјала (крв, гној, ликвор, жуч, секрети и сл).

## Лечење и превенција
Углавном је довољно спровести надокнаду изгубљене течности и електролита, као и коректан дијететски режим исхране. Код оболелих код којих је потребно спровести етиолошку терапију, користе се антибиотици: макролиди, аминогликозиди, тетрациклини или хлорамфеникол. Исход болести је добар, осим код деце са генерализованом обликом кампилобактериозе где исход потенцијално може бити леталан.
Бактерије из рода Campylobacter су осетљиве на високе температуре и уобичајене дезинфицијенсе, тако да их уништавају пастеризација млека, одговарајућа термичка обрада меса и хлорисање воде, док смрзавање може смањити њихову концентрацију у одређеној намирници.